# Federico Vega
Federico Darío José Vega (Don Torcuato, 4 febbraio 1993) è un calciatore argentino, difensore svincolato.

## Caratteristiche tecniche
È un terzino destro.

## Carriera
Cresciuto nelle giovanili del River Plate, ha esordito in prima squadra il 14 ottobre 2013 in occasione dell'incontro perso 1-0 contro il Newell's Old Boys.